# Купрум (интернет-издание)
«Купрум» (Cuprum media) — интернет-издание о здоровье и качестве жизни на русском языке, которое придерживается принципов доказательной медицины. Входит в топ-3 в категории «СМИ» рейтинга Рунета 2023 года.

## История
«Купрум» — проект компании «Севергрупп Медицина» (СГМ), которая занимается разработкой и внедрением цифровых продуктов в сфере медицины.
В 2020 году СГМ приобрел медиа о медицине «Только спросить» и объединил его со своими проектами — подкастом «Без шапки» и блогом «Качество жизни». В результате объединения трех проектов получилось медиа о здоровье и качестве жизни «Купрум».

## Деятельность
В августе 2020 года запустился сайт «Купрума». Сайт представляет собой платформу, на которой редакция публикует медицинские разборы, делает справочные материалы о лекарствах, болезнях и методах обследования, развенчивает мифы о здоровье и лечении, делает интервью с врачами, ссылаясь на базы научных публикаций как WoS, Scopus, Pubmed.
Ежегодно издание «Купрум» читает более трех миллионов человек. Сайт медиа ежемесячно посещает полмиллиона пользователей и показатели ресурса продолжают уверенно расти. С 2021 года «Купрум» участвовал в редактировании и обновлении «Расстрельного списка препаратов». Вместе с изданием «Горящая изба» реализован проект «Раздевайся», который направлен на обсуждение вопросов интимного здоровья. «Купрум» также производит 7 подкастов, каждый из которых охватывает различные аспекты здоровья и медицины: «Без шапки», «Фуфлоу», «Купрум», «Кроксы», «Больше чем справочник», «Откровенно», «По чайной ложке».

## Награды
- «Лучшее медиа в сфере здравоохранения/фармацевтики» 2021 года по версии Ассоциации директоров по коммуникациям и корпоративным медиа России (АКМР)[11].
- Серебряная награда в категории Digital Health&Wellness в 2021 году по версии MedMen Healthcare Creative Awards[12].
- Лауреат премии «Лучший клиентский опыт онлайн-вовлеченности и создания сообществ» в 2021 году по версии Customer Experience World Awards[13].
- «Лучшее корпоративное медиа» 2022 года по версии Tagline Awards[14].
- Бронзовая награда в категории «СМИ, издательства» в 2023 году по рейтингу Рунета[3].